# 日本メノナイト・キリスト教会会議
宗教法人日本メノナイト・キリスト教会会議は、吉行孝彦が代表を務める日本の宗教法人である。